# Гражданова, Ирина Сергеевна
Ирина Сергеевна Гражданова (род. 25 июля 1987 года, Москва, СССР) — российская пловчиха — паралимпиец. Серебряный призёр летних Паралимпийских игр, чемпионка мира, заслуженный мастер спорта России по плаванию среди спортсменов с поражением опорно-двигательного аппарата.

## Награды
- Медаль ордена «За заслуги перед Отечеством» II степени (30 сентября 2009 года) — за большой вклад в развитие физической культуры и спорта, высокие спортивные достижения на XIII Паралимпийских играх 2008 года в Пекине[1].
- Заслуженный мастер спорта России (2004).